# Дуглас, Джордж, 1-й граф Ангус
Джордж Дуглас (1380—1403) — шотландский аристократ, 1-й граф Ангус (1389—1403).

## Биография
Родился в замке Танталлон в Восточном Лотиане (Шотландия). Незаконнорожденный сын Уильяма Дугласа (ок. 1327—1384), 8-го лорда Дугласа (1342—1384), 1-го графа Дугласа (1358—1384) и графа Мара (1374—1384), и Маргариты Стюарт (? — 1417), графини Ангуса, вдовы графа Томаса Мара.
Уильям Дуглас, 1-й граф Дуглас, был женат законным браком на Маргарет Мар (ум. ок. 1393), графине Мар (1374—1391), дочери Доналда II Мара (1302—1332), 8-го графа Мара (1305—1332), и Изабеллы Стюарт. У них были сын Джеймс Дуглас (ок. 1358—1388), 2-й граф Дуглас и граф Мар, и дочь Изабель Дуглас (ок. 1360—1408), графиня Мар. Маргарет была родной сестрой Томаса, 9-го графа Мара (1332—1374), первого мужа Маргарет Стюарт.
В 1384 году после смерти Уильяма Дугласа его старший и законный сын Джеймс Дуглас унаследовал титулы графов Дугласа и Мара.
В 1389 году Маргарет Стюарт отказалась от титула графини Ангус в пользу своего сына Джорджа Дугласа. В 1397 году Джордж Дуглас был обручён с принцессой Марией Шотландской, дочерью короля Роберта III. Маргарет убедила короля Шотландии Роберта Стюарта подтвердить его в звании графа Ангуса, а также передать ему в управление поместья Абернети (Пертшир) и Бонкиль (Бервикшир).
В 1388 году Джеймс Дуглас, 2-й граф Дуглас, погиб в битве при Оттерборне. После его смерти графство Мар перешло во владение его сестре Изабели Дуглас, а графство Дуглас было передано Арчибальду Дугласу, незаконному сыну Джеймса Дугласа, 5-го лорда Дугласа.
В дальнейшем потомки Арчибальда Дугласа, 3-го графа Дугласа, стали известны как «Чёрные Дугласы», а потомки Джорджа Дугласа, 1-го графа Ангуса, — «Рыжие Дугласы».
В 1402 году по заданию приказу герцога Олбани Джордж Дуглас, граф Ангус, сопровождал Мердока Стюарта, графа Файфа, и Томаса Данбара, графа Морея, выступивших на помощь Арчибальду Дугласу, 3-му графу Дугласу, во время его вторжения в Нортумберленд. Шотландский поход закончился катастрофическим поражением в битве при Хомильдон-Хилле. Весь цвет шотландского рыцарства попали в английский плен.
В 1403 году Джордж Дуглас скончался в английском плену от чумы.

## Семья и дети
Был женат с 1397 года на принцессе Марии Шотландской (? — 1458), дочери короля Шотландии Роберта III Стюарта (1337—1406) и Арабеллы Драммонд (ок. 1350—1401). Их дети:
- Уильям Дуглас (1398—1437), 2-й граф Ангус (1403—1437)
- Элизабет Дуглас, 1-й муж сэр Александр Форбс, 1-й лорд Форбс, 2-й муж — сэр Давид Хэй из Йестера

После смерти мужа Мария Шотландская ещё четыре раза была замужем и имела семь детей от трёх из этих мужей.
- с 1405 года 2-й муж — сэр Джеймс Кеннеди
- с 1409 года 3-й муж — сэр Уильям Каннингем
- с 1413 года 4-й муж — сэр Уильям Грэхэм
- с 1425 года 5-й муж — сэр Уильям Эдмонстоун